# آنجلو پاگانی
آنجلو پاگانی (ایتالیایی: Angelo Pagani؛ زادهٔ ۴ اوت ۱۹۸۸) دوچرخه‌سوار اهل ایتالیا است.
از باشگاه‌هایی که در آن رکاب زده‌است می‌توان به باردیانی–سی‌اس‌اف اشاره کرد.